# Nyctophilus timoriensis
Nyctophilus timoriensis es una especie de murciélago de la familia Vespertilionidae.

## Distribución geográfica
Se encuentra en Australia, Indonesia y Papúa Nueva Guinea. Los registros en la isla de Timor Oriental se considera incierto.